# Leena Peisa
Leena Maria "Awa" Peisa (Vantaa, Finlandia, 16 de marzo de 1979) fue hasta el 11 de agosto de 2012 la teclista del grupo finlandés de hard rock Lordi, ganadores del Festival de la Canción de Eurovisión 2006. Las bandas anteriores de Leena fueron  Punaiset Messiaat y Dolchamar, cuyas bandas eran de Porvoo.

## Biografía
Leena Maria Peisa nació en Vantaa aunque pasó sus años como adolescente en Porvoo. Ella ha estado tocando el piano desde que tenía 6 años. También empezó a tocar el sintetizador en su adolescencia. Su primera banda fue Punaiset Messiaat a la que se unió en otoño de 1994. Mientras estuvo en Punaiset Messiaat ella usó el nombre artístico "Lende Mielihyvä". Mielihyvä es el idioma en el que solía escribir. Después de que Punaiset Messiaat se disolviera en 1998, Peisa se concentró en su educación y estudió "Estudios Sociales" en la Universidad de Helsinki. En 2003, se unió a la banda que ahora toca bajo el nombre de Dolchamar, y en 2005 fue invitada a unirse a Lordi por el exbatería de Lordi Kita y por un amigo de la infancia Arska Tiainen para reemplazar a la antigua teclista Enary. En Lordi, asumía la personalidad de una condesa vampiro. El nombre Awa viene de Be Aware (Sé consciente). En la página de la banda dijo tener algunos nombres más. Los teclados utilizados por Leena durante su etapa en Lordi fueron el Korg Triton y el Novation’s A-station. El periódico inglés Daily Mail por error acreditó a una foto de una mujer sin maquillaje como a Awa. Su otra banda Dolchamar borró todas las fotos de ella de la página web. Algunos canales de televisión griegos dicen tener videos y fotos de la banda sin maquillaje. El 11 de agosto de 2012 Awa se despidió de Lordi en el concierto del décimo aniversario de la banda.

## Discografía

### Con Punaiset Messiaat

#### Álbumes
- Back In Bu$ine$$ ('De nuevo en el negocio') (1995)
- Lemmentykki ('Cañón del amor') (1996) Posición #26 en el Top 40 oficial de Finlandia.
- Älä osta; varasta ('No compres; roba') (1997)

#### EP
"Punainen Iktivisto" (1992)
- Punk on pop ('El punk es moderno') (1996)
- Tuu mun luo ('Ven hacia mí') (1996)
- Hornan hovin häät ('Una boda en la morada de los espíritus malignos') (1997; uncluye un libro/cómic de horror.)

#### Sencillos
- Onko tää rakkautta?! ('Esto es amor?!') (1996)
- Oma rotta ('Mi propia Rata') (1996) Una venta de oro en 1997.

### ConDolchamar

#### Álbumes
- Rebela Sono (El sonido rebelde) (2005)

### Con Lordi

#### Álbumes
- The Arockalypse (2006)
- Deadache (2008)
- Babez For Breakfast (2010)

#### Sencillos y EP
- Hard Rock Hallelujah (2006) FIN #1, GER#5, UK #25, IRL #4
- Who's Your Daddy?  (2006) FIN #1, GER #33
- Would You Love a Monsterman? (2006) (2006)
- It Snows in Hell (2006)
- They Only Come Out at Night (2007) FIN #6
- Beast Loose in Paradise (2008)
- Bite It Like a Bulldog (2008)
- Deadache (2008)
- This Is Heavy Metal (2010)
- Rock Police (2010)

## Filmografía
- Dark Floors - (2008)